# Mohali
Mohali est une ville indienne située dans le district de Mohali dans l'État du Pendjab. En 2011, sa population était de 176 152 habitants, aire urbaine comprise.

## Source de la traduction
- (en) Cet article est partiellement ou en totalité issu de l’article de Wikipédia en anglais intitulé « Mohali » (voir la liste des auteurs).